# U-647 (tàu ngầm Đức)
U-638 là một tàu ngầm tấn công  Lớp Type VII thuộc phân lớp Type VIIC được Hải quân Đức Quốc Xã chế tạo trong Chiến tranh Thế giới thứ hai. Nhập biên chế năm 1943, nó chỉ thực hiện được một chuyến tuần tra duy nhất và không đánh chìm được mục tiêu nào, trước khi mất tích trong vùng biển Bắc Đại Tây Dương từ ngày 28 tháng 7, 1943. Xác tàu đắm được khám phá vào năm 1977.

## Thiết kế và chế tạo

### Thiết kế

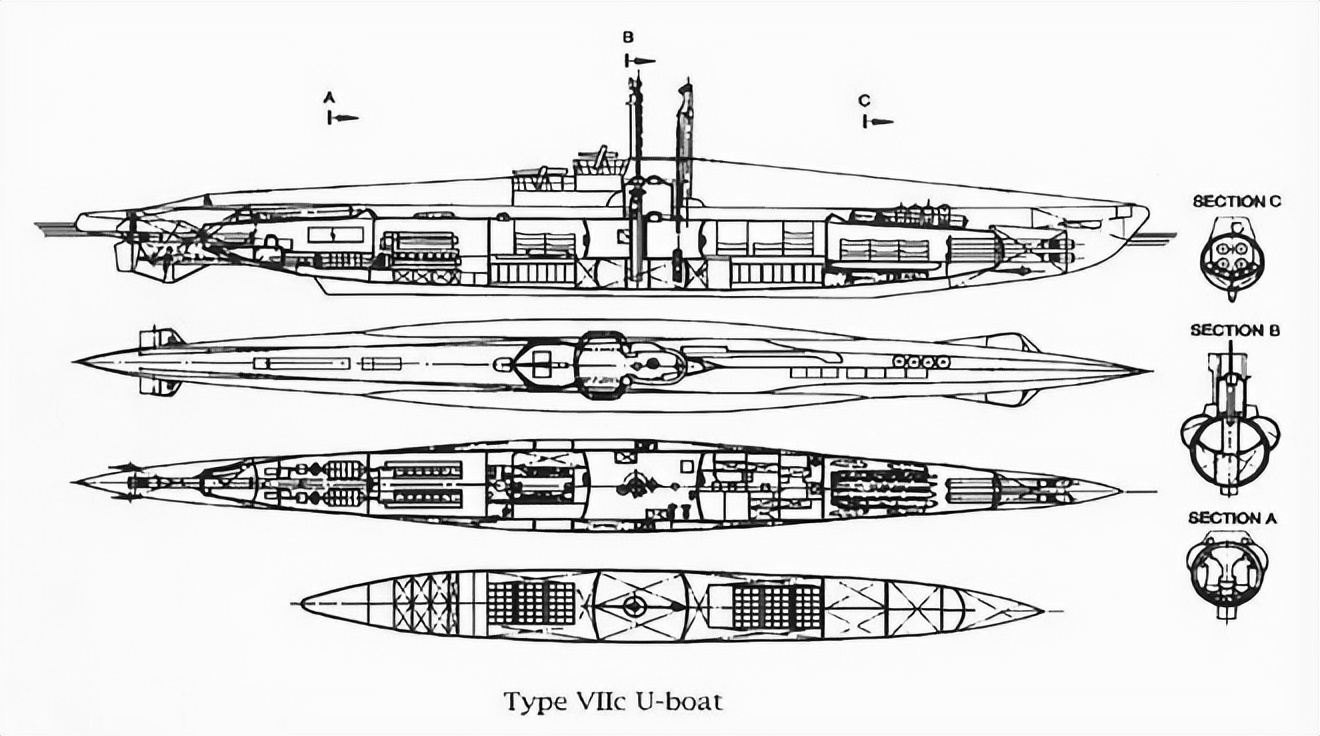
Sơ đồ các mặt cắt một tàu ngầm Type VIIC

Phân lớp VIIC của Tàu ngầm Type VII là một phiên bản VIIB được kéo dài thêm. Chúng có trọng lượng choán nước 769 t (757 tấn Anh) khi nổi và 871 t (857 tấn Anh) khi lặn). Con tàu có chiều dài chung 67,10 m (220 ft 2 in), lớp vỏ trong chịu áp lực dài 50,50 m (165 ft 8 in), mạn tàu rộng 6,20 m (20 ft 4 in), chiều cao 9,60 m (31 ft 6 in) và mớn nước 4,74 m (15 ft 7 in).
Chúng trang bị hai động cơ diesel Germaniawerft F46 siêu tăng áp 6-xy lanh 4 thì, tổng công suất 2.800–3.200 PS (2.100–2.400 kW; 2.800–3.200 bhp), dẫn động hai trục chân vịt đường kính 1,23 m (4,0 ft), cho phép đạt tốc độ tối đa 17,7 kn (32,8 km/h), và tầm hoạt động tối đa 8.500 nmi (15.700 km) khi đi tốc độ đường trường 10 kn (19 km/h). Khi đi ngầm dưới nước, chúng sử dụng hai động cơ/máy phát điện Garbe, Lahmeyer & Co. RP 137/c  tổng công suất 750 PS (550 kW; 740 shp). Tốc độ tối đa khi lặn là 7,6 kn (14,1 km/h), và tầm hoạt động 80 nmi (150 km) ở tốc độ 4 kn (7,4 km/h). Con tàu có khả năng lặn sâu đến 230 m (750 ft).
Vũ khí trang bị có năm ống phóng ngư lôi 53,3 cm (21 in), bao gồm bốn ống trước mũi và một ống phía đuôi, và mang theo tổng cộng 14 quả ngư lôi, hoặc tối đa 22 quả thủy lôi TMA, hoặc 33 quả TMB. Tàu ngầm Type VIIC bố trí một hải pháo 8,8 cm SK C/35 cùng một pháo phòng không 2 cm (0,79 in) trên boong tàu. Thủy thủ đoàn bao gồm 4 sĩ quan và 40-56 thủy thủ.

### Chế tạo
U-647 được đặt hàng vào ngày 10 tháng 4, 1941, và được đặt lườn tại xưởng tàu của hãng Blohm & Voss ở Hamburg vào ngày 29 tháng 12, 1941. Nó được hạ thủy vào ngày 16 tháng 9, 1942, và nhập biên chế cùng Hải quân Đức Quốc Xã vào ngày 5 tháng 11, 1942 dưới quyền chỉ huy của Hạm trưởng, Đại úy Hải quân Willi Hertin.

## Lịch sử hoạt động
Sau khi hoàn tất việc huấn luyện trong thành phần Chi hạm đội U-boat 8, U-647 được điều sang Chi hạm đội U-boat 7 từ ngày 1 tháng 6, 1943 để hoạt động trên tuyến đầu cho đến khi bị mất.
U-647 khởi hành từ cảng Kiel, Đức vào ngày 22 tháng 7, 1943 cho chuyến tuần tra duy nhất trong chiến tranh. Nó đã tiến ra Bắc Hải, rồi tìm cách băng qua khe GI-UK giữa Iceland và quần đảo Faroe để vòng qua phía Bắc quần đảo Anh. U-647 báo cáo qua vô tuyến về căn cứ lần cuối cùng vào ngày 28 tháng 7 ở vị trí khoảng 64°00′B 01°30′T / 64°B 1,5°T, và sau đó hoàn toàn mất liên lạc. Con tàu được cho là đã mất với tổn thất toàn bộ 48 thành viên thủy thủ đoàn trên tàu.
Xác tàu đắm được khám phá vào năm 1977, nằm ở độ sâu 100 m (330 ft) tại tọa độ 59°53′30″B 2°23′2″T / 59,89167°B 2,38389°T. Có thể U-647 đã bị đắm do trúng thủy lôi.